# Parexarnis paralia
Parexarnis paralia là một loài bướm đêm trong họ Noctuidae.